# جستجوگر گوگل
جستجوگر گوگل (به انگلیسی: Google Search) یا گوگل یک موتور جستجوی وب است که توسط گوگل توسعه داده شده‌است. گوگل از راه این وبگاه روزانه صدها میلیون دلار درآمد به‌دست می‌آورد."Marketplace. American Public Media. Retrieved December 9, 2017" (به انگلیسی). این وبگاه در سال ۱۹۹۷ بنیاد نهاده شد. دامنهٔ اصلی این سایت در ماه مهٔ ۲۰۰۸ ۱۳۵ میلیون بار بازدید شده‌است. این موتور جستجو بیشترین بازدیدکننده در بین کاربران را دارد. موتور گوگل روزانه چندصدمیلیون بار به طرق مختلف استفاده می‌شود. مهم‌ترین هدف گوگل، یافتن متن موردنظر در میان صفحات وب است. اما انواع دیگر اطلاعات به وسیلهٔ قسمت‌های دیگر آن مثل جستجوی تصاویر گوگل، نیز مورد جستجو قرار می‌گیرند.
جستجوگر گوگل توسط لَری پیج و سرگئی برین در سال ۱۹۹۷ ساخته شد.
این جستجوگر به‌جز جستجوی واژگان، ۲۲ حالت جستجوی دیگر نیز دارد؛ مانند جستجوی مترادف‌ها، پیش‌بینی هوا، محدوده‌های زمانی (وقت محلی)، قیمت سهام، اطلاعات زلزله، زمان نمایش فیلم‌ها، اطلاعات فرودگاه و… همچنین مختص اعداد، امکانات ویژه‌ای وجود دارد؛ مانند بازه (۷۰...۸۰)، دماها، واحدهای پول و تبدیل اینها به هم، عبارات محاسباتی ({\displaystyle \tan 30+\ln y^{3}}) و…
ترتیب قرارگرفتن نتایج جستجوی گوگل بستگی به عاملی به نام رتبهٔ (به انگلیسی: rank) صفحه دارد. جستجوی گوگل با به‌کاربردن عملگرهای جبر بولی مانند شمول و عدم شمول، گزینه‌های زیادی را برای کاربران قابل تنظیم کرده‌است. (به انگلیسی: Advanced search)

## نتایج گوگل
جستجوی جهانی
«جستجوی جهانی» توسط گوگل در تاریخ ۱۶ مه ۲۰۰۷ عرضه شد تا نتایج حاصل از انواع مختلف جستجو را در یک جستجو جمع‌آوری کند و نمایش دهد. قبل از اینکه این مدل جستجو ارائه شود، جستجوی استاندارد گوگل شامل پیوندهایی به وب سایتها خواهد بود ولی جستجوی جهانی طیف گسترده‌ای از منابع، از جمله وب سایت‌ها، اخبار، تصاویر، نقشه‌ها، وبلاگ‌ها، فیلم‌ها و موارد دیگر را شامل می‌شود که همه در همان صفحه نتایج جستجو نشان داده شده‌اند.
گراف دانش
گراف دانش پایگاه دانشی است که توسط گوگل در موتور جستجوی وب گوگل استفاده می‌شود و به صورت جستجوی مفهومی عمل می‌کند که اطلاعاتش را از پایگاه‌های داده بسیاری کسب می‌کند. جعبه‌های گراف دانش در ماه مه ۲۰۱۲ به موتور جستجوگر گوگل اضافه شد و برای اولین بار در ایالات متحده شروع شد. اطلاعات تحت پوشش گراف دانش پس از راه اندازی، به میزان قابل توجهی افزایش یافت و در عرض هفت ماه سه برابر شد و توانست «تقریباً یک سوم» از ۱۰۰ میلیارد جستجو ماهانه گوگل در ماه مه ۲۰۱۶ را پردازش کند. این اطلاعات اغلب به عنوان پاسخ گفتاری در Google Assistant و جستجوهای Google Home استفاده می‌شود. گراف دانش به دلیل پاسخ دادن به پاسخ‌ها بدون انتساب منبع مورد انتقاد قرار گرفته‌است.
برگه شخصی
گوگل یک برگه «شخصی» جدید را در جستجوی Google فعال کرد و به کاربران امکان جستجوی محتوا را در سرویسهای مختلف حسابهای Google خود، از جمله پیامهای ایمیل از Gmail و عکسهای Google Photos می‌دهد.
خبرخوان گوگل
خوراک گوگل حاوی اطلاعاتی از قبیل مقالات، فیلم‌ها و سایر مطالب مرتبط با اخبار است. این فید حاوی «ترکیبی از کارت» است که مباحث مورد علاقه را براساس تعامل کاربران با گوگل یا موضوعاتی که آنها مستقیماً دنبال می‌کنند نشان می‌دهد. کارت‌ها شامل "پیوندها به اخبار، فیلم‌های YouTube، نمرات ورزشی، دستور العمل‌ها و سایر محتواها بر اساس چیزی است که گوگل تعیین کرده و شما در آن لحظه خاص به آنها علاقه دارید. کاربران همچنین می‌توانند به گوگل بگویند که برای جلوگیری از دیدن به روزرسانی‌های بعدی علاقه ای به موضوعات خاصی ندارند.
خبرخوان گوگل در دسامبر سال ۲۰۱۶ راه اندازی شد و در ژوئیه ۲۰۱۷ یک بروزرسانی عمده دریافت کرد. از ماه مه سال ۲۰۱۸، خبرخوان گوگل را می‌توان در برنامه گوگل و با کشیدن انگشت سمت چپ بر روی صفحه اصلی برخی از دستگاه‌های Android یافت. از سال ۲۰۱۹، گوگل اجازه نمی‌دهد کمپین‌های سیاسی در سراسر جهان تبلیغات خود را برای مردم رأی دهند تا به آنها رأی دهند.

## رنک گوگل
ظهور گوگل عمدتاً ناشی از یک الگوریتم ثبت شده به نام PageRank است که به رتبه‌بندی صفحات وب مطابق با رشته جستجو داده شده کمک می‌کند. هنگامی که گوگل مشغول کار بر پروژه تحقیقاتی استنفورد بود، به آن لقب BackRub داده شده بود زیرا این فناوری بک لینک‌ها را برای تعیین اهمیت یک سایت بررسی می‌کند. سایر روش‌های مبتنی بر کلمه کلیدی برای رتبه‌بندی نتایج جستجو، مورد استفاده بسیاری از موتورهای جستجو که زمانی محبوب تر از گوگل بودند، بررسی می‌کنند که چه مدت اصطلاحات جستجو در یک صفحه اتفاق می‌افتد، یا اینکه اصطلاحات جستجو به شدت در هر صفحه نتیجه چه ارتباطی دارند. در عوض، الگوریتم PageRank پیوندهای تولید شده توسط انسان را تجزیه و تحلیل می‌کند و فرض می‌کند که صفحات وب مرتبط با بسیاری از صفحات مهم نیز مهم هستند. این الگوریتم براساس مبلغ وزنی صفحات دیگر که به آنها پیوند دارند، نمره بازگشتی را برای صفحات محاسبه می‌کند. تصور می‌شود که پیج رنک با مفاهیم اهمیت انسانی ارتباط خوبی دارد. علاوه بر پیج رنک، گوگل با گذشت سالها معیارهای مخفی بسیاری را برای تعیین رتبه‌بندی صفحات حاصل به آن اضافه کرده‌است. این گزارش حاوی بیش از ۲۵۰ شاخص مختلف است، ویژگی‌های آن مخفی نگه داشته می‌شود تا از مشکلات ایجاد شده توسط scammers جلوگیری کند و به Google کمک کند تا برتری نسبت به رقبا در سطح جهانی داشته باشد.

## بهینه‌سازی گوگل
از آنجا که گوگل محبوب‌ترین موتور جستجو است، بسیاری از وب مسترها سعی دارند تا رتبه وب سایت خود را از طریق تأثیرگذاری در رتبه‌بندی گوگل افزایش دهند. صنعتی که به مدیر وبسایتها کمک می‌کند تا رتبه سایت خود را افزایش دهند بهینه‌سازی موتور جستجو یا سئو نام دارد. افرادی که در این زمینه کار می‌کنند سعی در تشخیص الگوهای موجود در لیست موتورهای جستجو دارند و سپس با آگاهی کامل از این روشها به بهبود رتبه‌بندی و جذب کاربران بیشتر به سایتهای مشتریان خود اقدام می‌کند.

## گوگل دودل
گوگل دودل لوگوی جایگزین گوگل در صفحه اصلی سایت گوگل است که در موارد خاص و مناسبت‌های ویژه به‌جای لوگو گوگل تغییر می‌یابد. طرح گوگل دودل می‌تواند یک تصویر، طراحی، انیمیشن یا بازی تعاملی باشد که داخل آن لوگوی گوگل نیز وجود دارد. چون این طرح‌ها برای یک رویداد خاص یا روز خاص به نمایش در می‌آیند برای همه به خوبی شناخته نشده‌اند. با کلیک روی لینک‌های Doodle به یک سری نتایج جستجوی Google دربارهٔ آن موضوع خاص برخورد خواهید کرد. اولین مورد اشاره به جشنواره Burning Man در سال ۱۹۹۸ بود و دیگری برای روزهای تولد افراد قابل توجه مانند آلبرت انیشتین تولید شده‌اند و…

## برنامه‌های تلفن‌های هوشمند
گوگل Search Google را برای برنامه‌های تلفن همراه با سیستم عامل‌های Android و iOS ارائه داده‌است. برنامه‌های تلفن همراه منحصراً دارای یک «فید» هستند. در واقع صفحه ای به سبک فید خبری از تحولات مداوم به روز شده در اخبار و موضوعات مورد علاقه کاربران شخصی هستند. پیش نمایش این فید در دستگاه‌های Android در دسامبر سال ۲۰۱۶ معرفی شدند، در حالی که این نسخه‌ها در اندروید و iOS در ژوئیه ۲۰۱۷ رسم شد.

## بین‌المللی
گوگل به زبان‌ها و دامنه‌های مختلفی فعالیت می‌کند.
| - آفریکانس - آلبانیایی - آمهاری - عربی - آرامی - آذربایجانی - باسکی - بلاروسی - بنگالی - بیهاری - بوسنیایی - زبان برتون - بلغاری - خمر - زبان کاتالان - چینی (ساده) - چینی (سنتی) - زبان کرسی - کرواتی - چک | - دانمارکی - زبان آلمانی - انگلیسی - اسپرانتو - استونیایی - فارویی - فیلیپینی - فنلاندی - فرانسوی - فریسی غربی - گالیسی - گرجی - آلمانی - یونانی - گوارانی - گجراتی - عبری - هندی - مجاری - ایسلندی | - اندونزیایی - زبان اینترلینگوا - ایرلندی - ایتالیایی - ژاپنی - جاوه‌ای - کانارا - قزاقی - کره‌ای - کردی - قرقیزی - لائوسی - لاتین - لتونیایی - زبان لینگالایی - لیتوانیایی - مقدونی - مالایی - زبان مالایالم - مالتی | - مائوری - مراتی - مولداویایی (زبان) - مغولی - نپالی - نروژی - نروژی (نو) - اوستی - زبان اوریه - پشتو - فارسی - لهستانی - پرتغالی (برزیل) - پرتغالی (پرتغال) - پنجابی - کچوا - رومانیایی - رومانش - روسی - زبان گالیک اسکاتلندی | - صربی - صربوکرواتی - زبان سوتو - زبان شونا - سندی - سینهالی - اسلواکیایی - اسلوونیایی - سومالیایی - اسپانیایی - زبان سوندایی - سواحیلی - سوئدی - تاگالوگ - تاجیک - تامیل - تاتار - تلوگو - تایلندی - زبان تیگرینیا - تونگایی | - ترکی - ترکمنی - زبان اکانی - اویغوری - اکراینی - اردو - ازبکی - ویتنامی - ولزی - خوزی - ییدیش - زبان یوروبایی - زولو |